# Macugonalia elegantula
Macugonalia elegantula är en insektsart som beskrevs av Rodney Ramiro Cavichioli 2004. Macugonalia elegantula ingår i släktet Macugonalia och familjen dvärgstritar. Inga underarter finns listade i Catalogue of Life.